# Kunsthaus Bregenz
Het Kunsthaus Bregenz (KUB) is een kunsthal annex museum voor internationale hedendaagse kunst in Bregenz, de hoofdstad van de Oostenrijkse deelstaat Vorarlberg.

## Architectuur
Het gebouw, gevestigd aan de oever van het Bodenmeer, werd ontworpen door de Zwitserse architect Peter Zumthor. De met glas beklede kubus is een voorbeeld van het minimalisme in de architectuur. Het Kunsthaus heeft een tentoonstellingsruimte van 1880 m². De binnenbekleding bestaat, naast veelvuldig gebruik van beton, uit terrazzovloeren. In 1998 werd de architect voor deze realisatie bedacht met de European Union Prize for Contemporary Architecture (Mies van der Rohe Award) en in 1997 met de Österreichischer Bauherrenpreis. Zumthor ontving in 2009 voor zijn gehele oeuvre, waaronder tevens dit Kunsthaus, de Pritzker Prize.

Het Kunsthaus staat in het licht van het Bodenmeer. De structuur is opgebouwd uit glasplaten, staal en een stenen massa van gegoten beton die het interieur van het gebouw vormen. Van buiten gezien lijkt het gebouw op een gloeidraad. Het absorbeert het veranderende licht van de lucht en het nevellicht van het meer, straalt licht en kleur uit en geeft een idee van iets van zijn innerlijke leven en, afhankelijk van de kijkhoek, het tijdstip van de dag en het weer.
– Peter Zumthor

## Tentoonstellingen
Het Kunsthaus Bregenz toont in wisseltentoonstellingen Oostenrijkse en internationale hedendaagse kunst en beschikt over een eigen collectie, die is opgebouwd rond twee zwaartepunten:
- het Archiv Kunst Architektur en
- de verzameling österreichischer Gegenwartskunst.[4]

De kunsthal werd in 1997 geopend met een tentoonstelling van het werk van de Amerikaanse land art en installatiekunstenaar James Turrell.
Nog voor de opening begon het Kunsthaus zowel werken van Oostenrijkse hedendaagse kunstenaars zoals Maria Lassnig, Valie Export en Heimo Zobernig als ook werken van internationale kunstenaars op het kruispunt van kunst en architectuur aan te kopen.
Afgelopen tentoonstellingen:
- 2019: Miriam Cahn, Ed Atkins
- 2018: Tacita Dean, David Claerbout, Mika Rottenberg, Simon Fujiwara
- 2017: Peter Zumthor, Adrián Villar Rojas, Rachel Rose
- 2016: Lawrence Weiner, Wael Shawky, Theaster Gates, Susan Philipsz
- 2015: Amy Sillman, Heimo Zobernig, Joan Mitchell, Berlinde De Bruyckere, Rosemarie Trockel
- 2014: Hannah Weinberger, Jeff Wall, Richard Prince, Sung Hwan Kim\dogr, Maria Eichhorn, Pascale Marthine Tayou
- 2013: Dora García, Barbara Kruger, Gabriel Orozco, Andy Warhol
- 2012: Florian Pumhösl, Ed Ruscha, Peter Zumthor, Ulrike Müller, Yvonne Rainer
- 2011: Valie Export, Ai Weiwei, Yona Friedman en Eckhard Schulze-Fielitz, Haegue Yang
- 2010: Antony Gormley, Harun Farocki, Cosima von Bonin, Roni Horn, Candice Breitz

## Afbeeldingen

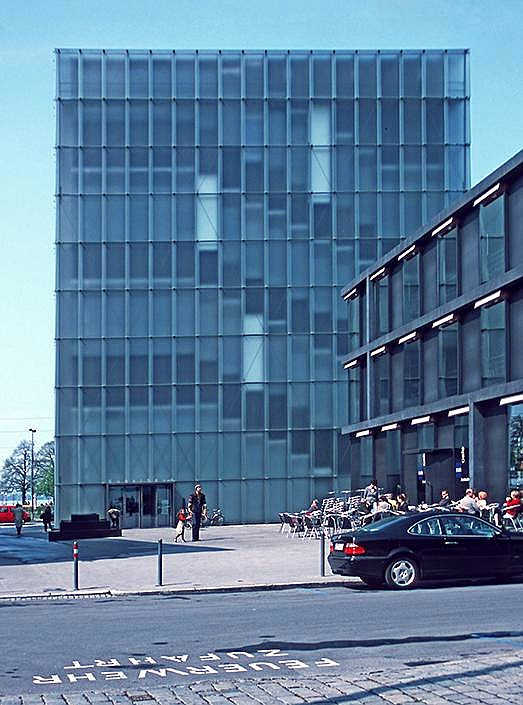
Kunsthaus Bregenz
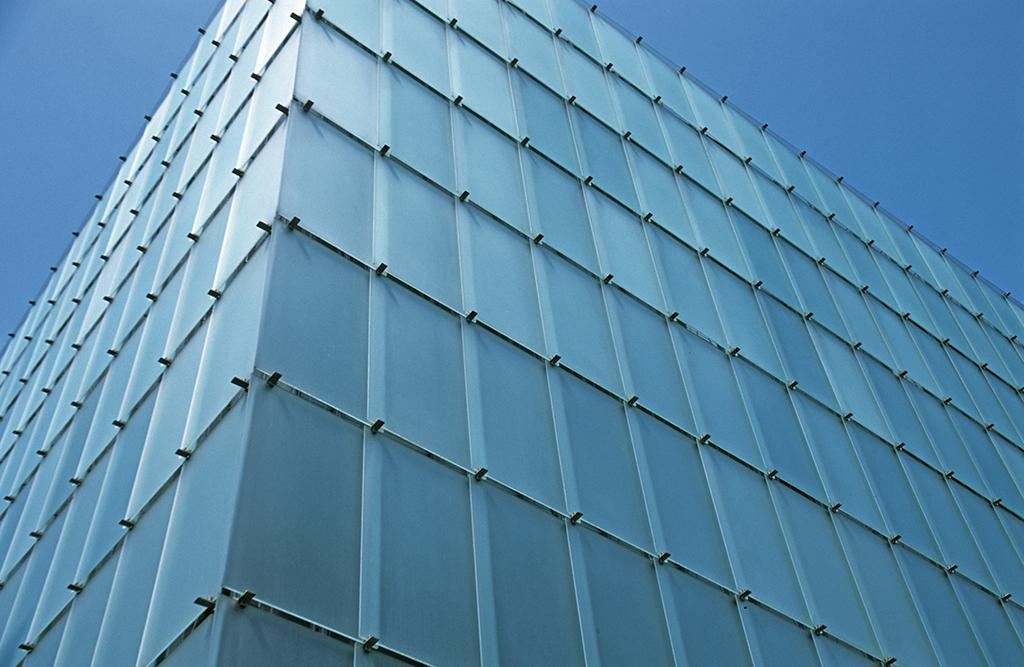
Kunsthaus Bregenz, gevel
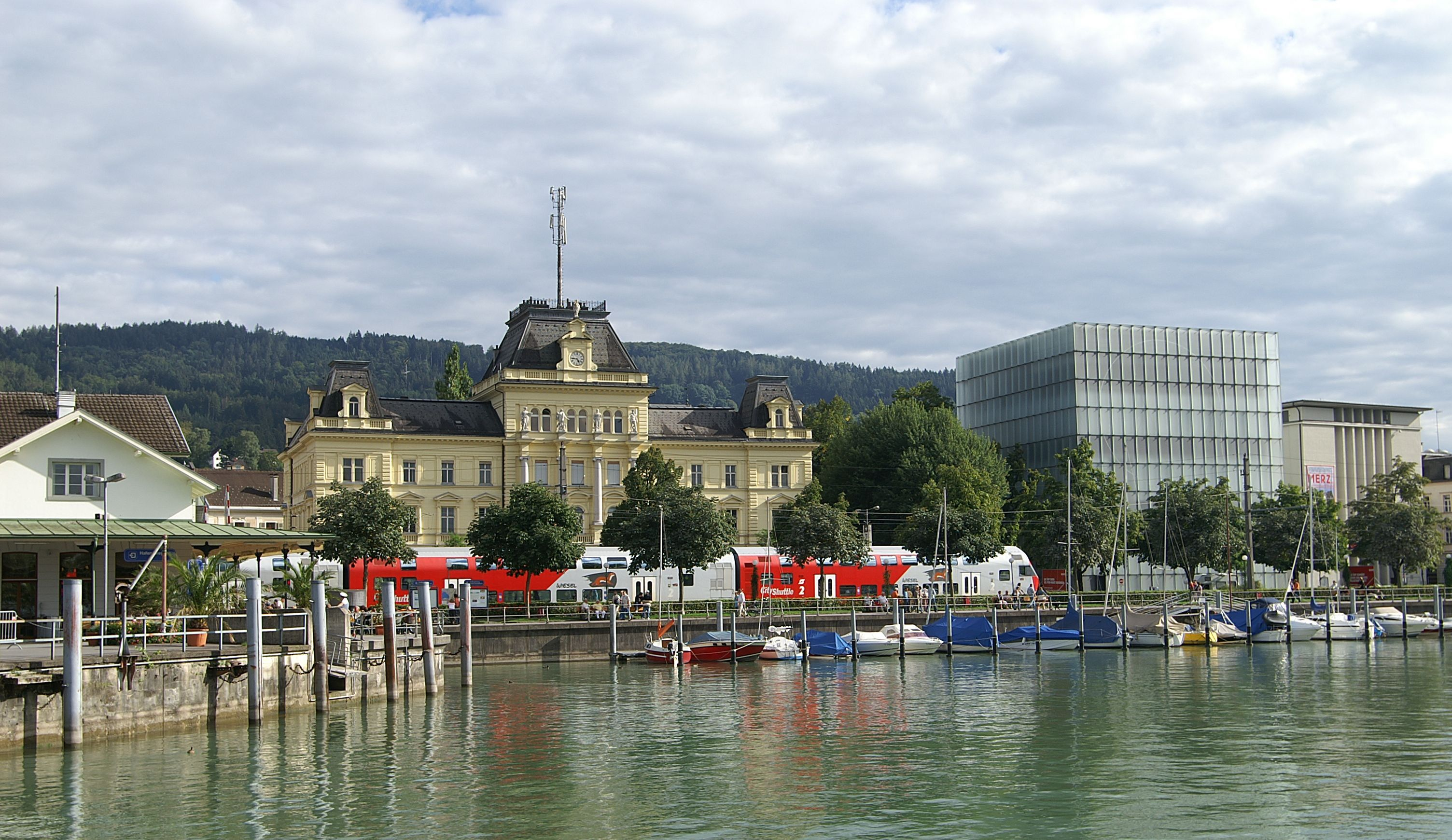
Kunsthaus - zicht van aan de havenmonding